# Подлецы не молят о пощаде
«Подлецы не молят о пощаде» (итал. I vigliacchi non pregano) — спагетти-вестерн итальянского режиссёра Марио Сичильяно с Джанни Гарко и Иваном Рассимовым в главных ролях. Премьерный показ в кинотеатрах состоялся 2 августа 1968 года. Кассовые сборы составили 156 миллионов итальянских лир.

## Сюжет
1865 год, Техас. Официально гражданская война в Соединённых штатах окончена, но между враждующими группировками и их представителями снова и снова вспыхивают конфликты. Вскоре после возвращения домой сержант-конфедерат Брайан Кларк (Джанни Гарко) и его молодая жена попадают в засаду янки-линчевателей, которые в итоге поджигают его дом — супруга Брайана погибает в пожаре. Брайана спасает его друг Дэниел (Иван Рассимов), которого вскоре назначают новым шерифом. Брайан страдает от амнезии, постепенно превращаясь в циничного, жестокого и неконтролируемого мстителя: всё что он помнит, это то, что он должен отомстить за жену, а также то что один из преступников носит с собой стальную звезду. В конце концов, в ходе одного из приступов ярости Брайан убивает своего младшего брата, а также грабит банк, в порыве гнева убивая случайных людей. В дело вступает шериф Дэниел, а за голову отставного сержанта назначают награду. Брайан и Дэниел сходятся в финальной схватке в железнодорожном туннеле, где Брайан возлагает ответственность за свою трагедию на Дэниела, и тот вынужденно убивает Брайана.

## В ролях
- Джанни Гарко — сержант Брайан Кларк[4]
- Иван Рассимов — Дэниел Баллард[5]
- Карла Кало — миссис Дуглас[6]
- Элиза Монтес — Джули Блейк
- Лучано Пигоцци — Билл Перкинс[7]
- Хосе Хаспе — старик Фил
- Франк Брана — Род
- Лоренсо Робледо — главарь банды
- Сузанна Мартинкова — невеста Брайана

## Критика
Немецкий кинокритик Кристиан Кеслер писал, что в фильме можно найти много хороших идей и интересных подходов, но «постановка просто слишком ненапряженная и непривлекательная», а режиссёр Сичильяно не справился с задачей и не смог «задать  фильму собственный ритм или темп».  Итальянские критики из Segnalazioni Cinematografiche также сетовали на слишком длинную продолжительность фильма, а также отметили, что в вестерне слишком неуместно смотрятся заимствования из фильмов-джалло.